# Thank You for Not Morphing (Čarovnice)
Thank You for Not Morphing  je tretja epizoda prve sezone serije Čarovnice.

## Obnova epizode
Prue dobi nepričakovan obisk očeta, ki vabi svoje hčere na večerjo. Prue ga ni prav nič vesela, Phoebe pa poskuša navezati stik z očetom. Ko je objela očeta je dobila previd, da ta hoče ukrasti knjigo senc. Oče jih hoče prepričati, da se je spremenil in da jim bi rad le pomagal. Prue ga nasilno odslovi. Tega pa zunaj pričakajo bitja, ki si želijo knjigo senc. Phoebe naposled le ugotovi, da je oče v prividu le bitje shape-shifter, ki lahko spreminja obliko. Sestre uničijo te bitja.  Oče pa zaradi opravkov zapusti mesto. Hčeram pa pusti video iz otroštva.